# Sven Lampell
Sven Hjalmar Lampell, född 18 december 1920 i Södertälje, död 28 juni 2007 i Hässelby i Stockholm, var en svensk officer och överste i Flygvapnet.

## Biografi
Lampell var son till köpman Hjalmar Lampell och Tyra Berglund. Han tog officersexamen 1943,, utnämndes till fänrik 1943, kapten 1954, major 1956 och till överstelöjtnant i flygvapnet 1961. Han var flygchef vid Södertörns flygflottilj (F 18) 1956–1960, stabschef vid Tredje flygeskadern (E 3) 1960 och tjänstgjorde hos FN i Kongo 1961–1962 samt 1963. Under Kongokrisen 1961–1963 var han flygchef för det svenska FN-förbandet 22 U.N. Fighter Squadron (F 22). År 1965 blev han överste och tjänstgjorde för Röda Korset i Biafra 1968–1969, Östpakistan och Bangladesh 1971–1972. Han var flottiljchef vid Hälsinge flygflottilj (F 15) 1965–1972. Lampell tjänstgjorde därefter vid Internationella Röda Korset i Genève 1972–1985 och 1990–1994 samt innehade FN-uppdrag 1985–1990.
Redan tidigare hade han deltagit i den svenska flyginsatsen 1961–1963 i Kongo för FN samt 1968 organiserat Röda korsets hjälpflygningar in i det omringade och svältande Biafra mitt under Biafrakriget. Åsynen av de svältande barnen påverkade honom starkt och blev en vändpunkt i hans liv. Åren i Röda Korset medförde bland annat uppdrag i Jordanien, Östpakistan, Etiopien, Sydvietnam, Västsahara, Somalia och Afghanistan.

### Övrigt
Han medverkade som konsult och pilot vid inspelningen av Gula divisionen (1954) och i filmen gjorde han bland annat en looping runt Västerbrons valv med en Saab 91 Safir. I början av 1960-talet ledde han den uppmärksammade uppvisningsgruppen Acro Hunters. Förutom den militära karriären upp till överste var han även elitsimmare och världsmästare i flygmilitär femkamp.

### Privatliv
Han var sedan 1944 gift med skådespelaren Eva Dahlbeck. De är begravda på Skogskyrkogården i Stockholm. De fick sönerna Tomas (född 1944) och Magnus (född 1959).

## Utmärkelser
- Riddare av Svärdsorden (RSO), 1961[6]
- Kommendör av Svärdsorden, 6 juni 1969[7]
- Officer av Nederländska Oranien-Nassauorden (OffNedONO)[5]
- (SMIftjM)[5]
- United Nations Medal (UNM)[5]